# Holotrichia laticeps
Holotrichia laticeps är en skalbaggsart som beskrevs av Moser 1913. Holotrichia laticeps ingår i släktet Holotrichia och familjen Melolonthidae. Inga underarter finns listade i Catalogue of Life.